# Fieffes-Montrelet
Fieffes-Montrelet är en kommun i departementet Somme i regionen Hauts-de-France i norra Frankrike. Kommunen ligger i kantonen Domart-en-Ponthieu som tillhör arrondissementet Amiens. År 2022 hade Fieffes-Montrelet 346 invånare.

## Befolkningsutveckling
Antalet invånare i kommunen Fieffes-Montrelet
| Referens: INSEE |